# Concerto per pianoforte e orchestra n. 2 (Šostakovič)
Il Concerto per pianoforte e orchestra n. 2, Op. 102, di Dmitrij Šostakovič è stato composto nel 1957, in occasione del diciannovesimo compleanno del figlio Maksim Šostakovič, che l'ha eseguito per la prima volta nello stesso anno durante la cerimonia per la conclusione dei suoi studi al Conservatorio di Mosca. Nei toni, il concerto presenta sonorità più tranquille e gioiose rispetto alle tipiche produzioni di Šostakovič.

## Storia
Il concerto è stato composto da Šostakovič in occasione del diploma accademico di strumentista del figlio Maksim. In esso Šostakovič sembra augurare al proprio erede quanta più gioia possibile, ma anche esprimere il sollievo ritrovato dopo la morte di Stalin, avvenuta nel 1953.

## Struttura
Il concerto, che dura circa venti minuti, ospita un regolare transito dei temi tra il solista e il resto dell'orchestra, e si compone di tre movimenti:

### Allegro
Nel primo movimento è presentato fin dall'inizio un tema marziale, ma molto umoristico, e sonorità sempre più intense si susseguono nella prima parte. Nel mezzo troviamo una cadenza del solista, che ricapitola i temi presentati.

### Andante
Nel secondo movimento l'organico è ridotto ai soli archi, un corno, e naturalmente al solista, che esegue il tema, mentre con la mano sinistra suona un accompagnamento. Il risultato, lungo l'intero movimento, è un canto nostalgico e malinconico, con sonorità molto delicate.

### Allegro
Si riprende, con l'ultimo movimento, l'atmosfera iniziale, attraverso una serie di scale ed arpeggi. Nel movimento sono presenti esercizi del metodo Hanon. Il finale, come molte opere del compositore russo, è al "galoppo", e si chiude infatti con un grande crescendo ed una grande vivacità nella melodia.

## Discografia
- Complete concertos, Paavo Berglund (Dir.), Cristina Ortiz (Pf.), Bournemouth Symphony Orchestra (1975)